# Блёскина, Екатерина Андреевна
Екатери́на Андре́евна Блескина (род. 29 января 1993, Железногорск, Россия) — российская легкоатлетка (бег), чемпионка юношеских Олимпийских игр 2010 года (бег на 100 метров с барьерами). Трёхкратная чемпионка России по эстафетному бегу (2010, 2015, 2017).
Мастер спорта по лёгкой атлетике, победитель первенства России, член сборной команды России среди юниоров. Рекордсменка России в беге на 60 и 100 метров с барьерами среди девушек.

## Биография
Родилась 29 января 1993 года в Железногорске Красноярского края. С 2003 года начала заниматься лёгкой атлетикой у тренера Светланы Владимировны Павлик в детско-юношеской спортивной школе № 1. С сентября 2008 года начала тренироваться у заслуженного тренера России В. К. Слушкина и Н. Г. Шеходановой. Переехала в Чувашию для подготовки в Новочебоксарском училище олимпийского резерва.
В 2009 году на Европейском юношеском олимпийском фестивале, проходившем в Финляндии, завоевала серебряную медаль с результатом 13,24 секунды (новый юношеский рекорд России). Блескина уступила действующей чемпионке мира Нуролотте Незири 0,01 секунды.
В январе 2010 года на российском первенстве по лёгкой атлетике среди юношей и девушек 1993—1994 годов рождения установила новый рекорд России среди девушек в беге на 60 метров с барьерами — 8,19 секунд (высота барьеров 76,2 см).
В 2010 году на юношеских Олимпийских играх в Сингапуре стала чемпионом в беге на 100 метров с барьерами с результатом 13,34 секунды. По итогам соревнований российская сборная заняла второе место в медальном зачёте, завоевав 43 медали (18 золотых, 14 серебряных и 11 бронзовых) и уступив спортсменам из Китая. Президент России Дмитрий Медведев назвал достижения юношеской сборной «историческими».
Мастер спорта по лёгкой атлетике. Выступает за российское физкультурно-спортивное общество «Локомотив» (РФСО «Локомотив»).